# Daniel W. Voorhees
Daniel W. Voorhees (Liberty Township, 1827. szeptember 26. – Washington, 1897. április 10.) az Amerikai Egyesült Államok szenátora (Indiana, 1877–1897).